# 第4戦車大隊
第4戦車大隊（だいよんせんしゃだいたい、英語: JGSDF 4th Tank Battalion）は、陸上自衛隊玖珠駐屯地（大分県玖珠郡玖珠町）に駐屯していた第4師団隷下の機甲科（戦車）部隊で西部方面戦車隊の新編に伴い、2018年（平成30年）3月26日をもって部隊廃止となった。

## 概要

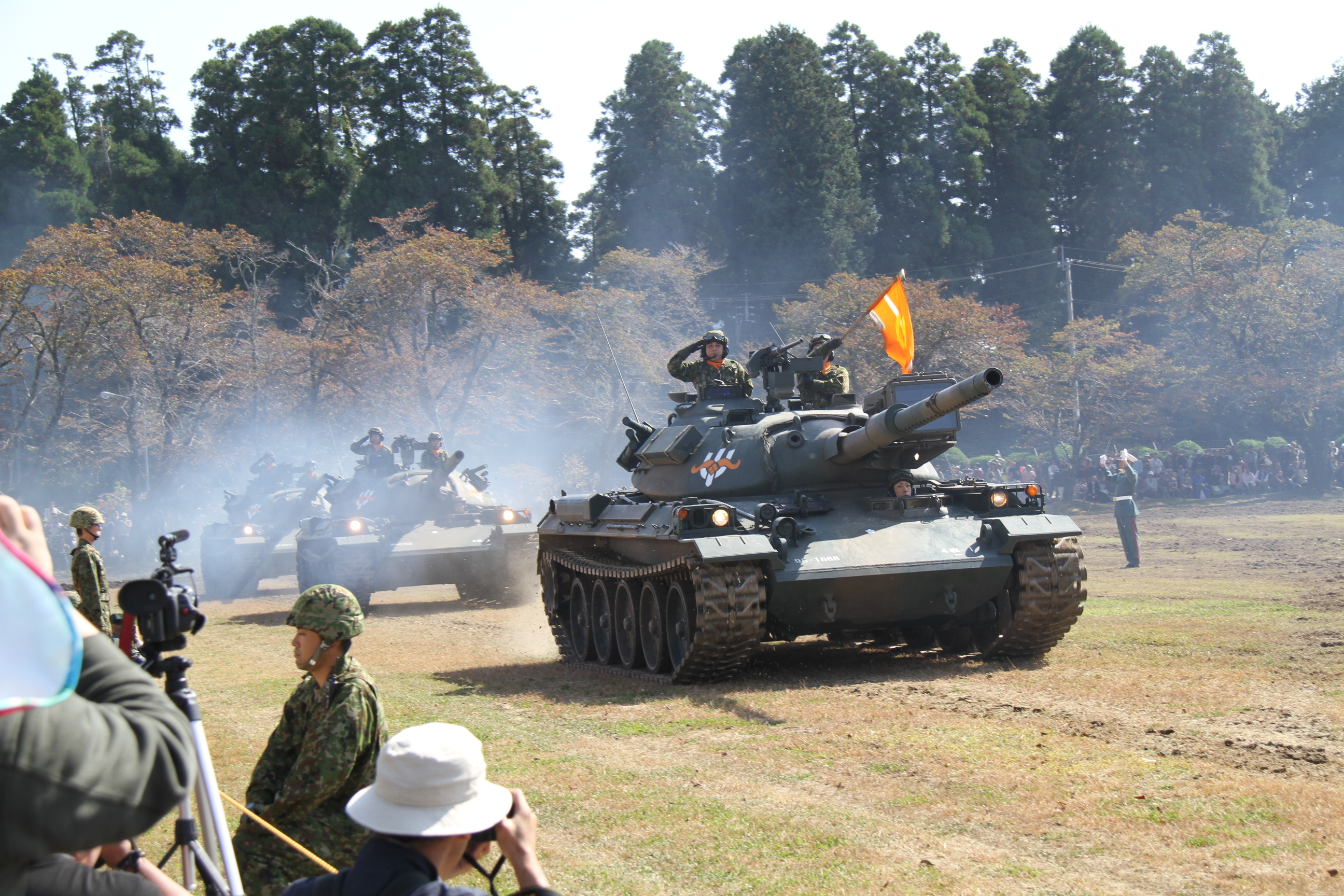
第4戦車大隊

大隊長は2等陸佐が充てられ、廃止されるまで第4戦車大隊長が玖珠駐屯地司令を兼職していた。部隊マークは、1980年ごろに中隊ごとに異なったマークを制定し、部隊廃止までの間使用された。本部管理中隊は、数字の4を矛と鳩をイメージしたデザインの師団マークに、雄牛の角を意匠化したものを組み合わせている。（廃止後、西部方面戦車隊の部隊マークに同じ雄牛の角が用いられている。）第1戦車中隊は、数字の4を矛と鳩をイメージしたデザインの師団マークに、黒豹を組み合わせている。第2戦車中隊は、数字の2に雷光を重ね合わせている。
玖珠駐屯地には第8戦車大隊も同じく駐屯していた。

## 沿革
第4特車大隊
- 1954年（昭和29年）
  - 10月5日：第4特車大隊が熊本駐屯地において編成完結。
  - 11月15日：第4特車大隊が熊本駐屯地から健軍駐屯地に移駐。
- 1956年（昭和31年）1月30日：第4特車大隊が健軍駐屯地から湯布院駐屯地に移駐。

第4戦車大隊
- 1962年（昭和37年）
  - 1月18日：第4特車大隊が第4戦車大隊（3個戦車中隊基幹）に称号変更。
  - 8月15日：第4戦車中隊を新編。
- 1966年（昭和41年）3月10日：第4特車大隊が湯布院駐屯地から玖珠駐屯地に移駐[1]。
- 1970年（昭和45年）7月27日：61式戦車が配備。
- 1971年（昭和46年）2月13日：M4中戦車、M24軽戦車が退役。
- 1991年（平成03年）3月29日：戦車北転事業により、第4戦車中隊が廃止。
- 2003年（平成15年）3月27日：師団改編による戦車増強により、第4戦車中隊を再編。後方支援体制変換に伴い、整備部門を第4後方支援連隊第2整備大隊戦車直接支援中隊へ移管。
- 2006年（平成18年）9月    ：玖珠駐屯地武器亡失事件。
- 2011年（平成23年）3月    ：東日本大震災による災害派遣活動、南三陸町歌津地区で捜索救助活動、気仙沼市で捜索救助活動および物資輸送支援を実施[2]
- 2013年（平成25年）3月26日：第4師団の即応近代化改編により、第3戦車中隊および第4戦車中隊を廃止。
- 2016年（平成28年）
  - 3月：AAV7水陸両用車が第2戦車中隊に配備される[3]。
  - 時期不明：第1戦車中隊に10式戦車が配備される。
- 2017年（平成29年）
  - 4月16日：熊本地震に伴い災害派遣を実施。
  - 7月：5日の平成29年7月九州北部豪雨で広瀬勝貞大分県知事から災害派遣要請を受け、13日まで人命救助に当たる[4]。
- 2018年（平成30年）3月26日：第4戦車大隊（玖珠駐屯地）が廃止。第1戦車中隊は同時廃止の第8戦車大隊と統合し、西部方面戦車隊の第4戦車中隊に改編。また、第2戦車中隊は水陸機動団戦闘上陸大隊の1個中隊に改編[5]。

## 廃止時の部隊編成
- 第4戦車大隊本部
- 本部管理中隊「4戦-本」
- 第1戦車中隊「4戦-1」：74式戦車、10式戦車（西部方面戦車隊の第4戦車中隊に改編。）
- 第2戦車中隊「4戦-2」：74式戦車、AAV7水陸両用車（水陸機動団戦闘上陸大隊の1個中隊に改編。）

## 整備支援部隊
- 第4後方支援連隊第2整備大隊戦車直接支援中隊「4後支-2整-戦」（玖珠駐屯地）：2003年（平成15年）3月27日から2018年（平成30年）3月26日の間。

## 歴代の大隊長
| 代 | 氏名                 | 在職期間                                                    | 前職                                              | 後職                                    |
| -- | -------------------- | ----------------------------------------------------------- | ------------------------------------------------- | --------------------------------------- |
| 01 | 田中義憲             | 1954年10月05日 - 1956年08月19日                             |                                                   |                                         |
| 02 | 飯塚武治             | 1956年08月20日 - 1959年03月15日                             |                                                   | 陸上自衛隊幹部学校                      |
| 03 | 岡元功               | 1959年03月16日 - 1963年03月15日                             | 陸上自衛隊富士学校                                | 陸上自衛隊富士学校研究部第4課長         |
| 04 | 小田信次             | 1963年03月16日 - 1965年03月15日                             | 陸上自衛隊富士学校勤務                            | 第7師団司令部第3部長                    |
| 05 | 上野忠夫             | 1965年03月16日 - 1968年07月15日                             | 陸上自衛隊富士学校勤務                            | 第13師団司令部付                        |
| 06 | 岡恭典               | 1968年07月16日 - 1971年03月15日                             | 第3教育団本部勤務                                 |                                         |
| 07 | 畠中弘               | 1971年03月16日 - 1973年03月15日                             | 第2偵察隊長                                       |                                         |
| 08 | 品川和信             | 1973年03月16日 - 1974年07月15日                             | 陸上幕僚監部第5部勤務                             | 陸上自衛隊富士学校勤務                  |
| 09 | 永嶌康昭             | 1974年07月16日 - 1976年08月01日 ※1976年04月01日 1等陸佐昇任 | 第10師団司令部付                                  | 第3戦車群長                             |
| 10 | 西元徹也             | 1976年08月02日 - 1978年03月15日                             | 陸上幕僚監部第1部勤務                             | 陸上自衛隊幹部学校付                    |
| 11 | 河村和甫             | 1978年03月16日 - 1980年07月31日                             | 今津駐屯地業務隊長                                | 装備開発実験隊車両科長                  |
| 12 | 渕上利治             | 1980年08月01日 - 1982年08月01日                             | 陸上自衛隊富士学校勤務                            | 第4師団司令部総務課長                   |
| 13 | 野鶴久雄             | 1982年08月02日 - 1985年03月15日                             | 装備開発実験隊勤務                                | 装備開発実験隊勤務                      |
| 14 | 曽根崎博臣           | 1985年03月16日 - 1987年03月15日                             | 装備開発実験隊勤務                                | 陸上自衛隊富士学校学校教官              |
| 15 | 天野亮介             | 1987年03月16日 - 1989年03月15日 ※1988年07月01日 1等陸佐昇任 | 陸上自衛隊幹部候補生学校勤務 （2等陸佐）          | 自衛隊福岡病院総務部長                  |
| 16 | 八久保翼             | 1989年03月16日 - 1991年03月15日                             | 自衛隊鹿児島地方連絡部募集課長                    | 陸上自衛隊幹部学校勤務                  |
| 17 | 森三千雄             | 1991年03月16日 - 1993年03月23日                             | 陸上自衛隊幹部候補生学校勤務                      | 自衛隊熊本病院総務部長                  |
| 18 | 松本純三             | 1993年03月24日 - 1995年07月31日                             | 西部方面総監部広報室長                            | 陸上自衛隊富士学校管理部 演習場管理課長 |
| 19 | 竹下賢一             | 1995年08月01日 - 1997年07月31日                             | 偵察教導隊長                                      |                                         |
| 20 | 岩田清文             | 1997年08月01日 - 1998年07月31日 ※1998年01月01日 1等陸佐昇任 | 陸上幕僚監部防衛部防衛課勤務 （2等陸佐）          | 陸上幕僚監部付                          |
| 21 | 野尻伸二             | 1998年08月01日 - 2001年03月31日                             | 陸上自衛隊幹部候補生学校勤務                      |                                         |
| 22 | 河野裕俊 （1等陸佐） | 2001年04月01日 - 2003年07月31日                             | 西部方面総監部募集課長                            | 陸上自衛隊幹部候補生学校総務部 総務課長 |
| 23 | 成清浩一             | 2003年08月01日 - 2005年03月27日 ※2004年01月01日 1等陸佐昇任 | 陸上幕僚監部調査部付 （2等陸佐）                  | 第7師団司令部第3部長                    |
| 24 | 坂野佳彦             | 2005年03月28日 - 2006年08月03日 ※2006年01月01日 1等陸佐昇任 | （2等陸佐）                                       | 陸上自衛隊富士学校機甲科部 研究課長     |
| 25 | 長野晃               | 2006年08月04日 - 2007年01月24日                             | 陸上自衛隊幹部学校                                | 陸上自衛隊幹部学校                      |
| 26 | 大塚元幸 （1等陸佐） | 2007年01月25日 - 2009年03月23日                             | 陸上自衛隊富士学校学校教官                        | 北部方面総監部総務部総務課長            |
| 27 | 大関雅宏             | 2009年03月24日 - 2011年04月18日 ※2009年07月01日 1等陸佐昇任 | 第1混成団本部勤務 （2等陸佐）                     | 陸上自衛隊富士学校機甲科部 研究課長     |
| 28 | 前島政樹             | 2011年04月19日 - 2012年06月30日 ※2012年01月01日 1等陸佐昇任 | 陸上幕僚監部防衛部防衛課 （2等陸佐）              | 陸上幕僚監部人事部補任課勤務            |
| 29 | 伊藤博幸             | 2012年07月01日 - 2014年03月22日 ※2013年07月01日 1等陸佐昇任 | 陸上幕僚監部人事教育部人事教育計画課 （2等陸佐）  | 陸上自衛隊研究本部研究員                |
| 30 | 濱平信一             | 2014年03月23日 - 2015年07月31日 ※2015年07月01日 1等陸佐昇任 | 東部方面総監部人事部 （2等陸佐）                  | 北部方面総監部人事部募集課長            |
| 31 | 篠原賢治             | 2015年08月01日 - 2017年07月31日 ※2017年07月01日 1等陸佐昇任 | 陸上自衛隊富士学校機甲科部 （2等陸佐）            | 北部方面総監部総務部 地域連絡調整課長   |
| 末 | 黒木正憲 （1等陸佐） | 2017年08月01日 - 2018年03月26日                             | 陸上幕僚監部運用支援・訓練部 運用支援課陸上連絡官 | 西部方面戦車隊長 兼 玖珠駐屯地司令      |

## 主要装備
- 74式戦車
- 10式戦車(第1戦車中隊のみ)
- AAV7水陸両用車(第2戦車中隊のみ)
- 96式装輪装甲車
- 軽装甲機動車
- 1/2tトラック / 73式小型トラック
- 1 1/2tトラック / 73式中型トラック
- 3 1/2tトラック / 73式大型トラック
- 89式5.56mm小銃

### 過去の装備
- M4A3E8戦車
- M24軽戦車
- 61式戦車
- M3A1装甲車
- 60式装甲車
- 73式装甲車
- 11.4mm短機関銃M3A1

## 廃止部隊
- 1991年（平成03年）3月29日廃止
  - 第4戦車中隊「4戦-4」：戦車北転事業により廃止。
- 2013年（平成25年）3月26日廃止
  - 第3戦車中隊「4戦-3」：第4師団の即応近代化改編により廃止。
  - 第4戦車中隊「4戦-4」：第4師団の即応近代化改編により廃止。

## 警備隊区
日田市、玖珠町、九重町